# Catastrophisme

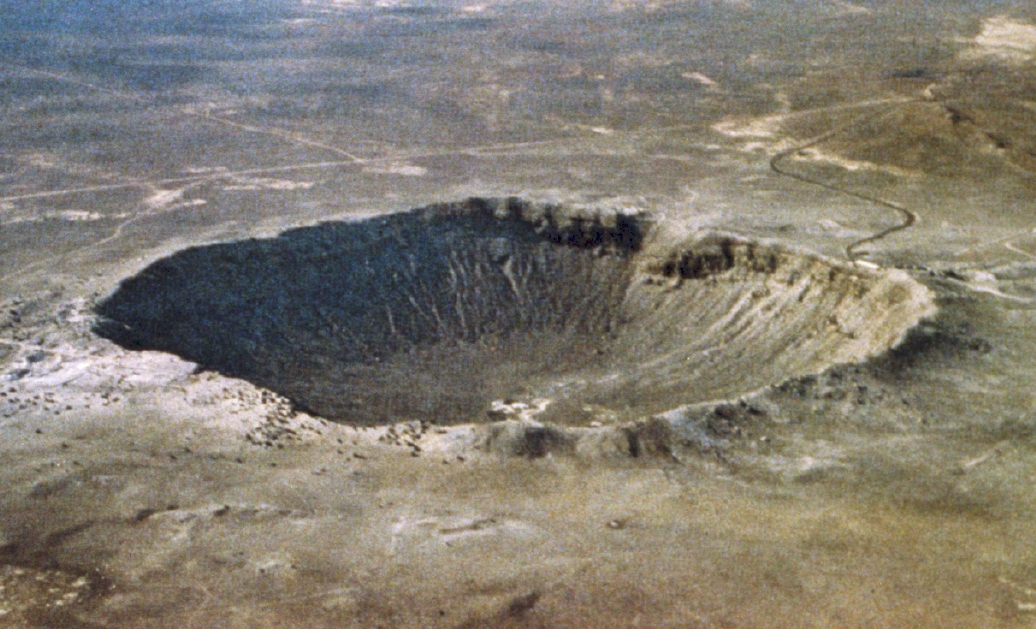
Meteor Crater, Arizona.

Le catastrophisme est une théorie scientifique du début du XIXe siècle, en rapport avec la biologie et la géologie, qui tentait d'expliquer l'existence d'espèces fossiles par l'impact qu'auraient eu sur le vivant des catastrophes violentes et inhabituelles. Cette théorie s'opposait à l'uniformitarisme, théorie qui postule que les processus qui se sont exercés dans un passé lointain s'exercent encore de nos jours, et à la théorie de l'évolution, d'abord au Transformisme de Jean-Baptiste de Lamarck, puis à la Sélection naturelle de Charles Darwin.

## Histoire
Avant l'émergence de la théorie de l'uniformitarisme, la croyance dominante sur la création du monde et l'apparition de la vie relevait essentiellement (et pas seulement dans un contexte chrétien) d'une conception dite irréaliste. En Europe, l'idée d'une grande inondation, popularisée par la Bible, est un exemple typique de ces croyances. Cette théorie s'appuyait par ailleurs sur certaines observations géologiques et paléontologiques.

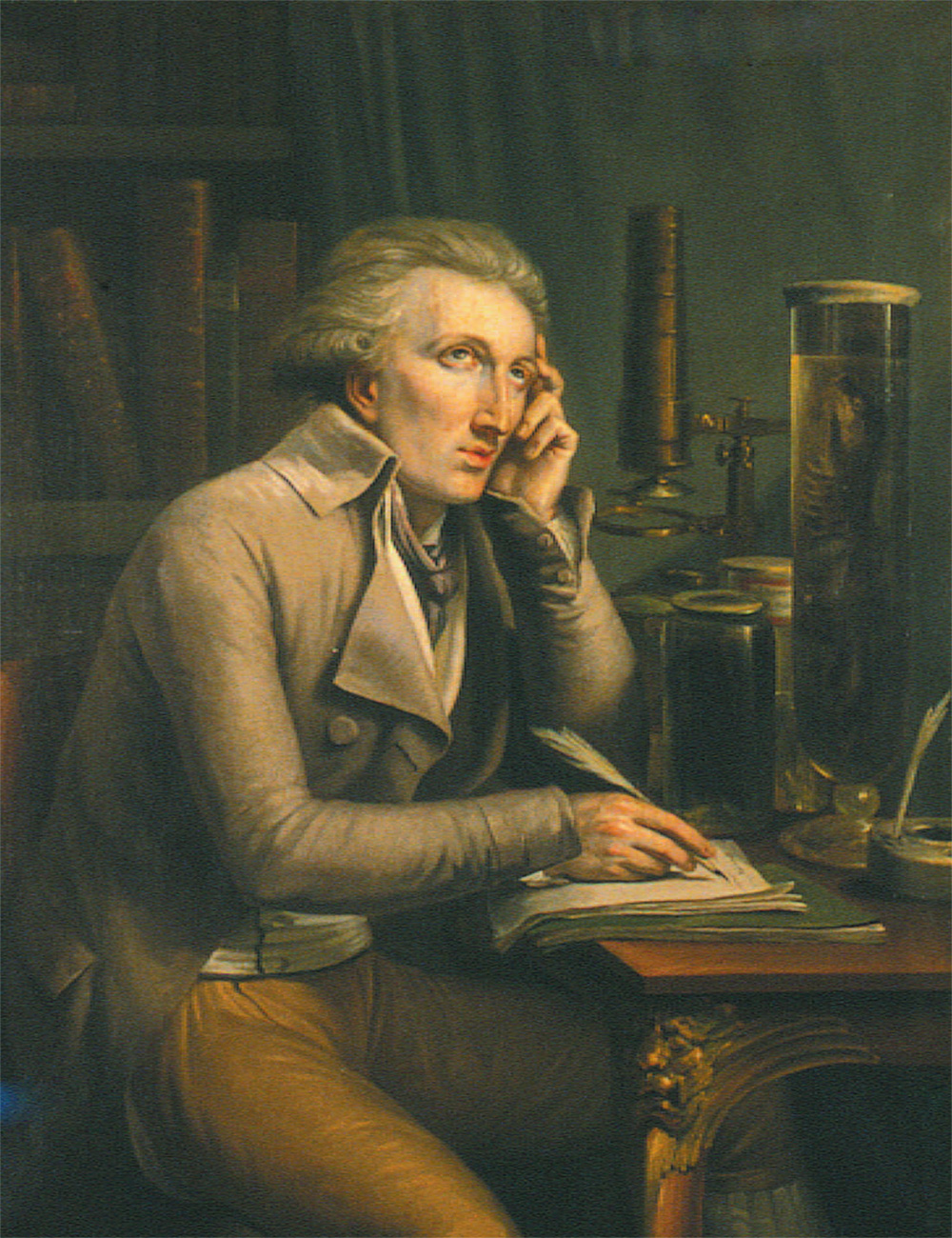
Georges Cuvier par Mathieu-Ignace Van Brée.

Le partisan scientifique le plus notable du catastrophisme au début du XIXe siècle fut le naturaliste Georges Cuvier (1769 - 1832). Il cherchait à expliquer les extinctions et la présence de successions de faunes différentes sur les divers étages géologiques.
Selon cette théorie, les espèces s'éteignaient à cause de catastrophes locales ou d'échelle planétaire, suivies par la formation de nouvelles espèces ex nihilo, c'est-à-dire que les espèces éteintes étaient retrouvées sous la forme de fossiles et que les espèces nouvelles étaient considérées comme immuables (fixisme). Cette théorie, liée à celle du créationnisme, était en accord avec l'épisode biblique : les fossiles étaient les restes d'espèces n'ayant pas trouvé de place sur l'Arche de Noé, la dernière catastrophe étant le Déluge. Le disciple de Cuvier Alcide d'Orbigny, partisan non plus du créationnisme unique mais répété, justifia le catastrophisme en dénombrant dans les coupures stratigraphiques 28 grandes crises au niveau des fossiles qui s'étaient produites sur 6 000 ans (âge de la Terre selon la Bible).
Dès la fin du XVIIIe siècle, plusieurs nouvelles théories commencèrent à remettre en cause le catastrophisme. Les plus importantes d'entre elles furent le transformisme développé par Jean-Baptiste de Lamarck et publié dès 1802 par le Muséum d'histoire naturelle et l'uniformitarisme formulée par James Hutton. La théorie de l'évolution allait ensuite définitivement supplanter le catastrophisme.
À partir de la seconde moitié du XIXe siècle, la majorité des géologues et des paléontologues ont appuyé les théories uniformitariste et gradualiste (en). Cependant, ces deux théories sont à moduler par l'existence d'extinctions massives.

## Extinctions massives
L'Extinction Crétacé-Paléogène, ou extinction K-Pg, est une extinction massive et à grande échelle d'espèces animales et végétales qui s'est produite sur une courte période de temps (à l'échelle géologique), il y a 66 millions d'années.
Luis Walter Alvarez et son fils expliquent l'extinction Crétacé-Paléogène par l'impact d'une météorite géante. La limite Crétacé-Paléogène est datée précisément à 66,043 ± 0,043 Ma. Il s'agit là de l'âge de l'impact de Chicxulub, mais les extinctions se sont étalées sur quelques milliers d'années. Cette théorie explique à la fois la disparition des dinosaures et l'importante radiation évolutive des oiseaux et des mammifères qu'a connu la terre à partir de 66 millions d'années. Ces théories, bien que mettant en cause une catastrophe, ne relèvent cependant pas de la théorie catastrophiste, car les fondements du catastrophisme s'opposent par principe à ceux de la théorie de l'évolution.

## Nouveaux catastrophismes

### Emmanuel Velikovsky
Dans les années 1950, Immanuel Velikovsky a proposé le catastrophisme dans plusieurs livres populaires. Il a émis l'hypothèse que la planète Vénus est une ancienne "comète" qui a été éjectée de Jupiter et qui, il y a 3 500 ans, a fait deux passes catastrophiques près de la Terre, à 52 ans d'intervalle, et a ensuite interagi avec Mars, qui a ensuite eu une série de quasi-collisions avec la Terre qui se sont terminées en 687 avant notre ère, avant de s'installer dans son orbite actuelle. Velikovsky a utilisé ceci pour expliquer les Dix plaies d'Égypte bibliques de l'Égypte antique, la référence biblique au "Soleil immobile" pendant un jour (Josué 10:12 et 13, expliqués par des changements dans la rotation de la Terre ) et le naufrage de l'Atlantide. Les scientifiques ont vigoureusement rejeté les conjectures de Velikovsky.

### AuXXIesiècle
Depuis le début du XXIe siècle le catastrophisme quitte le domaine des sciences biologiques et géologiques et fait explicitement l'objet de diverses théorisations tant sur le plan social, philosophique, que politique et historique et déborde largement dans le complotisme, l'ufologie ou les pseudo-sciences ainsi que dans la littérature d'anticipation et des thèmes de la science-fiction.

## Dans la culture populaire
- L'écrivain Zecharia Sitchin, dans son livre La Douzième Planète, décrit la planète X Mardouk (Nibiru) comme étant située sur une orbite longue, elliptique, entrant dans le système solaire tous les 3 600 ans et y causant des modifications des pôles et d'autres catastrophes terriennes.